# 斯克蘭頓大學
斯克蘭頓大學（The University of Scranton）是位於美國賓夕法尼亞州東北部斯克蘭頓的一所私立天主教大學，成立於1888年，原稱圣托馬斯學院（St. Thomas College），1938年正式升為大學，改現名。它實際曾先後由斯克蘭頓教區和喇沙會管理，1942年時主教威廉·約瑟夫·哈飛（William Joseph Hafey）將其轉交給耶穌會。2015年《美國新聞與世界報道》在“北部地區大學”排名中將其列在第7位。

## 外部連結
- 官方網站 （页面存档备份，存于）
- 學校圖書館
- 99.5 WUSR （页面存档备份，存于），學校電台

41°24′22″N 75°39′25″W / 41.406°N 75.657°W